# 티에스테스 (세네카)
《티에스테스》는 루키우스 안나이우스 세네카가 쓴 약 1112행의 기원후 1세기 파불라 크레피다타(그리스 주제의 로마 비극)로, 티에스테스의 형제 아트레우스가 티에스테스의 아들들을 죽인 뒤 요리로 만들어 연회에 대접하고, 티에스테스가 자신도 모르게 이 죽은 아들들을 먹어버리는 이야기를 들려준다. 세네카의 희곡 대부분과 마찬가지로 《티에스테스》는 에우리피데스가 쓴 동명의 더 오래된 그리스어 판본에 기반을 두고 있다.

## 등장인물
- 아트레우스의 형제이자 망명자 티에스테스
- 아르고스의 왕 아트레우스
- 티에스테스의 아들 탄탈로스
- 티에스테스의 아들 플리스테네스(대사 없음)
- 아트레우스와 티에스테스의 조부 탄탈리 움브라(탄탈로스의 유령)
- 퓨리아(분노, 격분), 종종 메가에라로 해석
- 아트레우스의 수행원 사텔레스
- 전달자 눈티우스
- 합창

## 줄거리
탄탈로스의 아들 펠롭스는 이복형제 크리시포스를 살해한 죄로 아들들을 추방하고 저주를 내렸다. 펠롭스가 죽은 뒤 아트레우스가 돌아와 아버지의 왕좌를 차지하였다. 형제 티에스테스 또한 왕위를 주장하였는데, 그는 형제의 아내인 아에로페를 유혹하고 그의 도움으로 아트레우스의 양떼에서 황금 털을 가진 마법의 숫양을 훔쳤다. 이 행위로 인해 그는 아트레우스 왕에게 추방 당하였다. 그러나 아트레우스는 오랫동안 티에스테스에게 보다 완벽하게 복수할 계획을 세웠다. 이제 아트레우스는 화해를 가장하여 추방당한 티에스테스를 다시 부르고, 자신의 왕좌 옆에 그의 자리를 내어준다.

### 1막
분노에 의해 지하세계에서 끌려 온 탄탈로스는 펠롭스의 아들이자 자신의 손자인 아트레우스와 티에스테스 사이에 사악한 증오를 조장한다.
합창은 펠롭스 궁전에서 벌어지는 악행과 범죄를 막기 위해 펠로폰네소스 지역 도시를 관장하는 신들을 호명하며 탄탈로스의 불경한 범죄를 연호한다.

### 2막
아트레우스는 자신의 형제에게 복수할 수 있는 가장 좋은 방법을 수행원과 상의한다. 수행원은 말을 듣지 않고 옳은 일만 하라고 충고한다. 그러나 아트레우스는 복수를 위해 불경하고 끔찍한 계획을 세우기로 결심한다.
합창은 통치자의 야망을 책망하고, 진정한 왕은 무엇이어야 하는 지를 지적하며, 마지막으로 속세를 떠난 삶을 찬양하는 노래를 부른다.

### 3막
티에스테스는 아들들을 통해 아트레우스의 부름에 응하여 고향으로 돌아가나 불신을 지울 수 없고 재앙을 예고하는 마음이다. 아들들이 인질로 잡혀있기에 그는 돌아갈 예정이다.
아트레우스는 형제를 함정에 빠뜨리고 조용히 자신에게 박수갈채를 보낸다. 그는 티에스테스를 용서하는 척을 하며 그를 만나러 간다.
합창은 앞에 했던 행위를 잊어버린듯, 폭풍 뒤에 오는 고요함과 거의 같은 방식으로 형제 간의 증오와 차이를 제쳐 둔 아트레우스의 형제애를 찬양한다.

### 4막
자리에 있던 한 전달자가 아트레우스의 잔혹한 행위, 어떻게 세 아이가 살해되어 티에스테스에게 끔찍한 연회의 요리로 나갔는 지를 보고한다.
해가 지는 것을 지켜보던 합창단은 우주의 모든 구조가 산산조각으로 분해되어 영원한 혼돈 속으로 빠져들지 않을까 두려워하고 불안해진다.

### 5막
사악한 아트레우스는 자신의 잔인한 복수에 기쁘게 만족하고 형제 티에스테스에게 끔찍한 연회에서 먹은 요리의 정체를 밝힌 뒤 그의 아들들의 피를 내온다.

## 합창
티에스테스의 이해하기 힘든 측면은 합창단의 존재로, 이들은 그리스 관습에 따라 1막 이후에 나타난다. 이 뒤늦은 등장은 이들이 탄탈로스와 분노에게 무슨 일이 일어났는 지 알지 못하는 이유를 설명한다. 비평가들은 이를 세네카가 이 희곡이 실연되기를 기대했다는 사실 때문이라고 보는데, 이 이유가 희곡 내내 드러나는 합창단의 무지를 설명한다는 것이다. 두 번째 합창은 2막 당시 무대에 서지 않아 무슨 일이 일어났는 지 잘 알지 못하는데, 이 때문에 아트레우스가 티에스테스를 속여 자녀들을 먹게 하는 진정한 계획에 대해 아는 바가 없는 것이다. 이들은 4막이 되어서야 전달자로부터 아트레우스의 범죄에 대해 듣게 된다. 일부 비평가는 합창이 말하는 것과 실제로 일어나는 일의 대조가 관객에게 혼란을 주기 때문에 합창이 세네카 희곡에서 가장 이해도가 낮은 부분이라고 생각한다.

## 번역과 영향력
1560년 옥스퍼드 올 소울스 칼리지 회원 재스퍼 헤이우드가 운문 번역을 출판하였고, 1581년 “Seneca his tenne tragedies, translated into Englysh”에 수록되어 재판되었다. 1902년에는 왓슨 브래드쇼가 산문체로 구성하여 영어 번역하였다. 1917년 프랭크 저스터스 밀러가 로엡 클래시컬 라이브러리를 통해 또 다른 산문 번역을 원문과 함께 실어 출판하였다. 존 G. 피치가 쓴 새로운 세네카 비극 로엡 판본은 2002년 출간되었다. 옥스퍼드 대학 프레스에서 2010년 출판한 《세네카의 여섯 비극》(Six Tragedies of Seneca)에는 에밀리 윌슨이 이 희곡을 새롭게 운문 번역한 판본이 수록되어 있다. 이것은 보통 오토 츠비를라인(클라렌돈 프레스, 1986년)이 엮은 라틴어 비평판 《제네카 트라괴디아》(Seneca Tragoedia)에 상응한다.
셰익스피어 비극 타이터스 앤드러니커스는 티에스테스 이야기의 줄거리 요소 일부에 기원을 둔다. 1681년, 존 크라운은 세네카의 《티에스테스》에 밀접하게 기반을 두었지만 사랑 이야기를 부조화스럽게 삽입한 《티에스테스, 비극》(Thyestes, A Tragedy)을 썼다. 졸리오 크레비용(1674년 ~ 1762년)은 에드거 엘런 포의 추리 이야기 두 편에서 두드러지게 다루는 비극 "Atree et Thyeste"을 썼다. 1796년, 우고 포스콜로가 《티에스테》(Tieste)라는 비극을 썼으며 1년 뒤 베네치아에서 초연되었다. 영국의 극작가 카릴 처칠도 《티에스테스》를 번역하였다. 카릴의 번역은 1994년 6월 7일 런던 로열 코트 극장 2층에서 공연되었다. 2004년에 얀 판플레이먼(1935년 ~ 2004년)은 오페라 《티에스터》(Thyeste)를 완성하였다. 리브레토는 휘호 클라우스가 자신이 쓴 동명의 20세기 네덜란드어 희곡을 바탕으로 다시 쓴 프랑스어 대본이었다. 티에스테스는 포드 에인스워스의 단막극 〈페르세포네〉에 등장한다.

## 더 읽어보기
- Otto Zwierlein (ed.), Seneca Tragoedia  (Oxford: Clarendon Press: Oxford Classical Texts: 1986)
- John G. Fitch'Tragedies, Volume II: Oedipus. Agamemnon. Thyestes. Hercules on Oeta. Octavia (Cambridge, MA: Harvard University Press: Loeb Classical Library: 2004)
- P. J. Davis, Seneca: Thyestes. Duckworth Companions to Greek and Roman Tragedy. London:  Duckworth, 2003
- R. J. Tarrant, ed. Seneca's Thyestes. APA Textbook Series No. 11. Atlanta 1985